# Decastar 2014
Decastar 2014 – mityng lekkoatletyczny w konkurencjach wielobojowych rozegrany 20 i 21 września we francuskim Talence. Zawody były przedostatnią odsłoną cyklu IAAF Combined Events Challenge w sezonie 2014.

## Rezultaty
| Konkurencja:           | 1. miejsce      | Rezultat  | 2. miejsce          | Rezultat     | 3. miejsce     | Rezultat  |
| Dziesięciobój mężczyzn | Mark Pahapill   | 8077 pkt. | Ołeksij Kasjanow    | 8062 pkt.    | Yordani García | 7945 pkt. |
| Siedmiobój kobiet      | Carolin Schäfer | 6383 pkt. | Anastasija Mochniuk | 6220 pkt. PB | Jana Maksimawa | 6189 pkt. |